# Abadeh
Abadeh (auch Ābādeh; persisch آباده) ist eine Stadt in der iranischen Provinz Fars. Die Stadt liegt in einer Höhe von 1889 Metern, auf nahezu halber Strecke zwischen Isfahan und Schiras. Hier liegen die Siedlungsgebiete der turksprachigen Nomadenvölker der Afschar und Kaschgai. Eine offizielle Volkszählung aus dem Jahr 2011 ermittelte eine Bevölkerungszahl von 55.758 Einwohnern.

## Sehenswürdigkeiten
Die Stadt ist bekannt für Holzschnitzarbeiten, Sesam- und Rizinusöle, Getreide und Obst.
Weiterhin bekannt sind die Abadeh-Teppiche, Gebrauchsteppiche von guter Qualität. Der Schuss und die Kette sind meist aus Baumwolle, der Flor aus Wolle. Die Teppiche haben eine vielfarbige, kleinteilige Musterung. Unterschieden werden bei ihnen zwei Motive: die des häufigeren Hebatlu (nomadischen Ursprungs) und die des Zellol Sultan, dessen Motiv eine Blumenvase ist, welche an beiden Seiten einen Vogel zeigt, und in Rapport-Musterung (All-over) fortgesetzt wird. Die Formate der Abadeh sind sehr vielfältig und reichen von Bettvorlegern über Läufer bis hin zu großen Teppichen von 300 × 200 cm.
Von historischer Bedeutung sind außerdem das Emarat e Kolah Farangi, Tymcheh Sarafyan und das Khaje Grab in den Khoja-Bergen.

## Verkehr
Die Stadt besitzt einen Bahnhof an der Bahnstrecke Badrud–Isfahan–Schiras.

## Söhne und Töchter der Stadt
- Jalal Zolfonoun (1938–2012), iranischer Tar- und Setarspieler, Komponist und Musikpädagoge